# Prospect Park (Brooklyn)

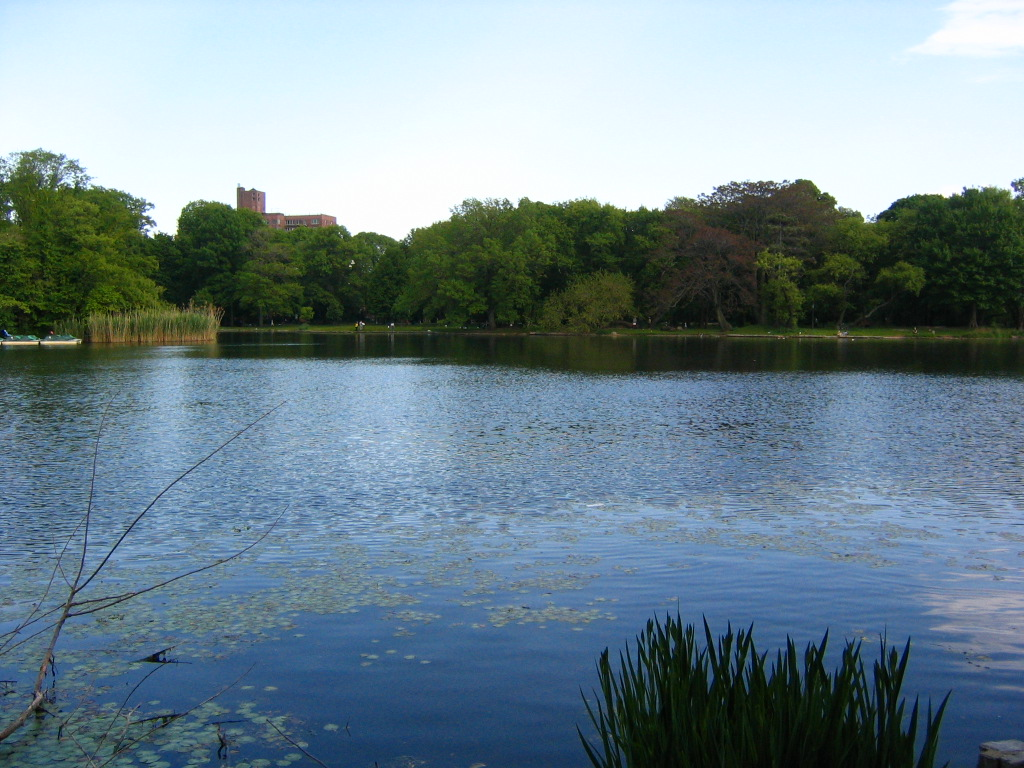
Jezero v Prospect Parku

Prospect Park je veřejný park v městské části Brooklyn, New York, Spojené státy. Má rozlohu 585 akrů či 2,1 km² a nachází se mezi Park Slope, Kensington, Windsor Terrace a Flatbush Avenue, Grand Army Plaza a Brooklynskou botanickou zahradou, sedm bloků severovýchodně od hřbitova Green-Wood. Provozuje ho New York City Department of Parks and Recreation.
Navrhli jej Frederick Law Olmsted a Calvert Vaux poté, co dokončili Central Park na Manhattanu. Založen byl 19. října 1867. Mezi zajímavosti patří Long Meadow (dlouhá louka), 36 hektarová louka, dále Picnic House a hala, která slouží k pořádání večírků. Dále Villa Litchfield, historický dům někdejších majitelů jižní části parku nebo také Prospect Park Bandshell, který se používá na otevřené letní koncerty a různé sportovní a fitness aktivity. Je zde i soukromý hřbitov Quaker v oblasti zvané Quaker Hill.